# 廣村正彰
廣村 正彰（ひろむら まさあき、1954年8月6日 - ）は、日本のグラフィックデザイナー。愛知県安城市出身。
田中一光に師事。同デザイン室を経て、1988年に廣村デザイン事務所を設立。日本デザイナー協会新人賞、N.Y.ADC 9th International Annual Exhibition銀賞受賞、2008年 KU/KAN賞受賞、2009年 毎日デザイン賞受賞など受賞多数。サインデザインを数多く手がけている。東京工芸大学芸術学部教授（～2018年）、多摩美術大学美術学部客員教授（2016年～）、名古屋造形大学客員教授として出講するほか、特種東海製紙など多くでアートディレクター（AD）を務める。一般社団法人ジャパンクリエイティブ名誉顧問。

## 主な仕事
主な出典：
- 1989年　イッセイミヤケim VI計画。無印良品 AD。
- 1990年　株式会社ヴィーヴル CI計画。 KIDS PARK VI計画。
- 1991年　渋谷西武百貨店食品館COO(クー) VI計画。 ICLA'91(第13回国際比較文学会) AD。
- 1992年　JAGDA年鑑 AD。 パルコ劇場The Woman in Black AD。
- 1993年　東京ガス ｢リビングアートコンペティション｣ AD。 駒ケ根高原美術館 サイン計画。
- 1994年　亀老山展望公園 サイン計画。 東京ガスOZONE「 リビングデザインギャラリー」 AD。
- 1995年　八代広域消防本部 サイン計画。 日吉ダムビジターセンター サイン計画。
- 1996年　岩出山中学校 サイン計画。 小田原市立総合文化体育館 サイン計画。
- 1998年　国民宿舎足摺テルメ CIサイン計画。 大方あかつき館 CIサイン計画。
- 1999年　埼玉県立大学 サイン計画 AD。 公立はこだて未来大学 UI計画。
- 2000年　東京証券取引所 サイン計画。 竹尾見本帖本店総合プロデュース。
- 2001年　日本科学未来館 CI､サイン計画。 東京ウエルズ CI､サイン計画。
- 2002年　六本木一丁目泉ガーデン CI､サイン計画。 名城大学タワー75 サイン計画。
- 2003年　CODAN東雲 VI計画、 サイン計画。 東海村総合交流会館 CI、サイン計画。
- 2003年　世界グラフィックデザイン会議サイン計画。
- 2004年　ABデザイン VI計画。 藤原新也写真展 AD。 北千住丸井 サイン計画。丸善丸の内本店 サイン計画。 北京健外SOHO サイン計画。
- 2005年　大阪関電ビルディング サイン計画。 丸ビル 年間宣伝計画。 ホテル JAL CITY サイン計画。イタリア映画祭 宣伝計画。 心斎橋そごう サイン計画。
- 2006年　日産自動車デザインセンター サイン計画。 奈良平城遷都1300年記念事業マーク。竹尾湾岸物流センター サイン計画。 丸ビル年間宣伝計画。
- 2007年　横須賀美術館 VI計画。 鉄道博物館ロゴマーク。 丸ビル年間宣伝計画。ギンザ・グラフィック・ギャラリーにて『 2D → 3D』展 開催。
- 2008年　乃村工藝社本社ビル サイン計画。 オムロンショールーム サイン、 展示計画。福生市 市庁舎 サイン計画。 タカラレーベン CI。
- 2009年　横浜ランドマークプラザシーズン広告。バリ　AYANAリゾートCI計画。長崎ガーデンテラスサイン計画。 9h ナインアワーズ 京都寺町 AD、サイン計画。モリサワ新本社ビル サイン計画。
- 2017-2019年 2020年東京オリンピック大会ピクトグラム開発チーム[1]。

## 著作
- 『空間のグラフィズム』 六耀社（ISBN 978-4-897374-52-9）
- 『デザインのできること デザインのすべきこと』 ADP（ISBN 978-4-903348-06-3）
- 『字本 JI BORN』 ADP（ISBN 978-4-903348-13-1）
- 『廣村正彰 ggg Books 81（スリージーブックス　世界のグラフィックデザインシリーズ81）』 ギンザ・グラフィック・ギャラリー（ISBN 978-4887523-66-1）